# 各年のイタリアの一覧

イタリアの国旗

各年のイタリアの一覧（かくねんのイタリアのいちらん）は、イタリアの各年ごとの記事の一覧。この一覧ではイタリアの各年ごとの記事の他、各世紀と各年代、イタリアの各分野における各年ごとの記事についても取り扱う。

## 一覧

### 11世紀
- 1100年代
  - 1100年のイタリア（英語版）

### 12世紀
- 1100年代
  - 1101年のイタリア（英語版） 1102年のイタリア（英語版） 1103年のイタリア（英語版） 1104年のイタリア（英語版）
  - 1105年のイタリア（英語版） 1106年のイタリア（英語版） 1107年のイタリア（英語版） 1108年のイタリア（英語版） 1109年のイタリア（英語版）
- 1110年代
  - 1110年のイタリア（英語版） 1111年のイタリア（英語版） 1112年のイタリア（英語版） 1113年のイタリア（英語版） 1114年のイタリア（英語版）
  - 1115年のイタリア（英語版） 1116年のイタリア（英語版） 1117年のイタリア（英語版）
- 1120年代
  - 1123年のイタリア（英語版）
- 1130年代
  - 1132年のイタリア（英語版） 1137年のイタリア（英語版） 1139年のイタリア（英語版）
- 1150年代
  - 1156年のイタリア（英語版） 1158年のイタリア（英語版）
- 1160年代
  - 1167年のイタリア（英語版）
- 1170年代
  - 1176年のイタリア（英語版） 1177年のイタリア（英語版） 1179年のイタリア（英語版）

### 13世紀
- 1210年代
  - 1215年のイタリア（英語版）
- 1230年代
  - 1237年のイタリア（英語版）
- 1240年代
  - 1241年のイタリア（英語版） 1248年のイタリア（英語版）
- 1260年代
  - 1260年のイタリア（英語版） 1266年のイタリア（英語版） 1268年のイタリア（英語版）
- 1280年代
  - 1283年のイタリア（英語版） 1284年のイタリア（英語版）
  - 1285年のイタリア（英語版） 1287年のイタリア（英語版） 1289年のイタリア（英語版）
- 1290年代
  - 1298年のイタリア（英語版） 1299年のイタリア（英語版）

### 14世紀
- 1300年代
  - 1300年のイタリア（英語版） 1302年のイタリア（英語版）
- 1310年代
  - 1315年のイタリア（英語版）
- 1320年代
  - 1325年のイタリア（英語版）
- 1330年代
  - 1339年のイタリア（英語版）
- 1340年代
  - 1345年のイタリア（英語版）
- 1360年代
  - 1364年のイタリア（英語版）
- 1380年代
  - 1380年のイタリア（英語版） 1387年のイタリア（英語版）

### 15世紀
- 1400年代
  - 1402年のイタリア（英語版） 1409年のイタリア（英語版）
- 1500年代
  - 1500年のイタリア（英語版）

### 16世紀
- 1500年代
  - 1503年のイタリア（英語版） 1509年のイタリア（英語版）

### 17世紀
- 1610年代
  - 1610年のイタリア（英語版） 1616年のイタリア（英語版）
- 1620年代
  - 1623年のイタリア（英語版） 1624年のイタリア（英語版） 1625年のイタリア（英語版） 1626年のイタリア（英語版）
- 1680年代
  - 1686年のイタリア（英語版）
- 1690年代
  - 1690年のイタリア（英語版） 1691年のイタリア（英語版） 1693年のイタリア（英語版） 1695年のイタリア（英語版）

### 19世紀
- 1830年代
  - 1830年のイタリア（フランス語版） 1831年のイタリア（フランス語版） 1832年のイタリア（フランス語版） 1833年のイタリア（フランス語版） 1834年のイタリア（フランス語版）
  - 1835年のイタリア（フランス語版） 1836年のイタリア（フランス語版） 1837年のイタリア（フランス語版） 1838年のイタリア（フランス語版） 1839年のイタリア（フランス語版）
- 1840年代
  - 1840年のイタリア（フランス語版） 1841年のイタリア（フランス語版） 1842年のイタリア（フランス語版） 1843年のイタリア（フランス語版） 1844年のイタリア（フランス語版）
  - 1845年のイタリア（フランス語版） 1846年のイタリア（フランス語版） 1847年のイタリア（フランス語版） 1848年のイタリア（フランス語版） 1849年のイタリア（フランス語版）
- 1850年代
  - 1850年のイタリア（フランス語版） 1851年のイタリア（フランス語版） 1852年のイタリア（フランス語版） 1853年のイタリア（フランス語版） 1854年のイタリア（フランス語版）
  - 1855年のイタリア（フランス語版） 1856年のイタリア（フランス語版） 1857年のイタリア（フランス語版） 1858年のイタリア（フランス語版） 1859年のイタリア（フランス語版）
- 1860年代
  - 1860年のイタリア（フランス語版） 1861年のイタリア（フランス語版） 1862年のイタリア（フランス語版） 1863年のイタリア（フランス語版） 1864年のイタリア（フランス語版）
  - 1865年のイタリア（フランス語版） 1866年のイタリア（フランス語版） 1867年のイタリア（フランス語版） 1868年のイタリア（フランス語版） 1869年のイタリア（フランス語版）
- 1870年代
  - 1870年のイタリア（フランス語版） 1871年のイタリア（フランス語版） 1872年のイタリア（フランス語版） 1873年のイタリア（フランス語版） 1874年のイタリア（フランス語版）
  - 1875年のイタリア（フランス語版） 1876年のイタリア（フランス語版） 1877年のイタリア（フランス語版） 1878年のイタリア（フランス語版） 1879年のイタリア（フランス語版）
- 1880年代
  - 1880年のイタリア（フランス語版） 1881年のイタリア（フランス語版） 1882年のイタリア（フランス語版） 1883年のイタリア（フランス語版） 1884年のイタリア（フランス語版）
  - 1885年のイタリア（フランス語版） 1886年のイタリア（フランス語版） 1887年のイタリア（フランス語版） 1888年のイタリア（フランス語版） 1889年のイタリア（フランス語版）
- 1890年代
  - 1890年のイタリア（英語版） 1891年のイタリア（英語版） 1892年のイタリア（英語版） 1893年のイタリア（英語版） 1894年のイタリア（英語版）
  - 1895年のイタリア（英語版） 1896年のイタリア（英語版） 1897年のイタリア（フランス語版） 1898年のイタリア（英語版） 1899年のイタリア（英語版）
- 1900年代
  - 1900年のイタリア（フランス語版）

### 20世紀
- 1900年代
  - 1901年のイタリア（フランス語版） 1902年のイタリア（フランス語版） 1903年のイタリア（フランス語版） 1904年のイタリア（フランス語版）
  - 1905年のイタリア（フランス語版） 1906年のイタリア（フランス語版） 1907年のイタリア（フランス語版） 1908年のイタリア（フランス語版） 1909年のイタリア（フランス語版）
- 1910年代
  - 1910年のイタリア（フランス語版） 1911年のイタリア（フランス語版） 1912年のイタリア（フランス語版） 1913年のイタリア（フランス語版） 1914年のイタリア（英語版）
  - 1915年のイタリア（英語版） 1916年のイタリア（英語版） 1917年のイタリア（英語版） 1918年のイタリア（英語版） 1919年のイタリア（フランス語版）
- 1920年代
  - 1920年のイタリア（フランス語版） 1921年のイタリア（フランス語版） 1922年のイタリア（英語版） 1923年のイタリア（フランス語版） 1924年のイタリア（フランス語版）
  - 1925年のイタリア（英語版） 1926年のイタリア（フランス語版） 1927年のイタリア（フランス語版） 1928年のイタリア（フランス語版） 1929年のイタリア（フランス語版）
- 1930年代
  - 1930年のイタリア（フランス語版） 1931年のイタリア（フランス語版） 1932年のイタリア（フランス語版） 1933年のイタリア（フランス語版） 1934年のイタリア（フランス語版）
  - 1935年のイタリア（フランス語版） 1936年のイタリア（フランス語版） 1937年のイタリア（フランス語版） 1938年のイタリア（フランス語版） 1939年のイタリア（フランス語版）
- 1940年代
  - 1940年のイタリア（フランス語版） 1941年のイタリア（フランス語版） 1942年のイタリア（フランス語版） 1943年のイタリア（フランス語版） 1944年のイタリア（英語版）
  - 1945年のイタリア（英語版） 1946年のイタリア（フランス語版） 1947年のイタリア（フランス語版） 1948年のイタリア（フランス語版） 1949年のイタリア（フランス語版）
- 1950年代
  - 1950年のイタリア（フランス語版） 1951年のイタリア（フランス語版） 1952年のイタリア（フランス語版） 1953年のイタリア（フランス語版） 1954年のイタリア（フランス語版）
  - 1955年のイタリア（フランス語版） 1956年のイタリア（フランス語版） 1957年のイタリア（フランス語版） 1958年のイタリア（フランス語版） 1959年のイタリア（フランス語版）
- 1960年代
  - 1960年のイタリア（フランス語版） 1961年のイタリア（フランス語版） 1962年のイタリア（フランス語版） 1963年のイタリア（フランス語版） 1964年のイタリア（フランス語版）
  - 1965年のイタリア（フランス語版） 1966年のイタリア（フランス語版） 1967年のイタリア（フランス語版） 1968年のイタリア（フランス語版） 1969年のイタリア（フランス語版）
- 1970年代
  - 1970年のイタリア（フランス語版） 1971年のイタリア（フランス語版） 1972年のイタリア（フランス語版） 1973年のイタリア（フランス語版） 1974年のイタリア（フランス語版）
  - 1975年のイタリア（フランス語版） 1976年のイタリア（フランス語版） 1977年のイタリア（フランス語版） 1978年のイタリア（フランス語版） 1979年のイタリア（フランス語版）
- 1980年代
  - 1980年のイタリア（フランス語版） 1981年のイタリア（フランス語版） 1982年のイタリア（フランス語版） 1983年のイタリア（フランス語版） 1984年のイタリア（フランス語版）
  - 1985年のイタリア（フランス語版） 1986年のイタリア（フランス語版） 1987年のイタリア（フランス語版） 1988年のイタリア（フランス語版） 1989年のイタリア（フランス語版）
- 1990年代
  - 1990年のイタリア（フランス語版） 1991年のイタリア（フランス語版） 1992年のイタリア（フランス語版） 1993年のイタリア（フランス語版） 1994年のイタリア（フランス語版）
  - 1995年のイタリア（フランス語版） 1996年のイタリア（英語版） 1997年のイタリア（英語版） 1998年のイタリア（英語版） 1999年のイタリア（英語版）
- 2000年代
  - 2000年のイタリア（英語版）

### 21世紀
- 2000年代
  - 2001年のイタリア（英語版） 2002年のイタリア（英語版） 2003年のイタリア（英語版） 2004年のイタリア（フランス語版）
  - 2005年のイタリア（フランス語版） 2006年のイタリア（フランス語版） 2007年のイタリア（フランス語版） 2008年のイタリア（フランス語版） 2009年のイタリア
- 2010年代
  - 2010年のイタリア（フランス語版） 2011年のイタリア（英語版） 2012年のイタリア（英語版） 2013年のイタリア（英語版） 2014年のイタリア（英語版）
  - 2015年 2016年 2017年 2018年 2019年
- 2020年代 : 2020年 2021年 2022年 2023年 2024年 2025年 2026年 2027年 2028年 2029年

## 文化と芸術

### テレビ放送
- List of years in Italian television（英語版）

### 映画
- List of Italian films（英語版）